# Symphonie no 1 de Schubert
Pour les articles homonymes, voir Symphonie no 1.
La Symphonie no 1 en ré majeur D. 82 est une œuvre de Franz Schubert, composée à l'âge de 16 ans en 1813.  
Il s'agit de la première œuvre symphonique d'ampleur du jeune compositeur, dont l'expérience orchestrale se résume alors à une esquisse (D. 2B) et à quatre ouvertures. 
D'une durée approchant la demi-heure, cette symphonie est vraisemblablement conçue pour l'orchestre du Stadtkonvikt de Vienne, où Schubert était alors étudiant. 
L'influence des grands prédécesseurs viennois de Schubert est notable dans cette œuvre de jeunesse de facture classique, notamment celle de Haydn.

## Orchestration
La Première Symphonie est destinée à un orchestre de composition classique, avec les vents par deux (sauf la flûte).
| Orchestration de la Symphonie n°1 D.82                                       |
| Cordes                                                                       |
| ---------------------------------------------------------------------------- |
| Premiers violons, seconds violons, Altos, Violoncelles, Contrebasses         |
| Bois                                                                         |
| 1 flûte 2 hautbois 2 clarinettes en la (sauf 2e mouvement : en ut) 2 bassons |
| Cuivres                                                                      |
| 2 cors en ré (sauf 2e mouvement : en sol) 2 trompettes en ré                 |
| Percussions                                                                  |
| Timbales (ré et la)                                                          |

## Structure
L’œuvre se compose de quatre mouvements : 
1. Adagio - Allegro vivace, en ré majeur, à 
.
2. Andante, en sol majeur, à 
.
3. Menuetto et Trio — Allegretto, en ré majeur, à 
.
4. Allegro vivace, en ré majeur, à 
.

### Adagio - Allegro vivace
Ce premier mouvement débute, à l'instar de certaines des symphonies de Haydn (n°6 dite "Le Matin", n°7 dite "Le Midi", n°60 dite "Le Distrait"...  ), par une introduction lente qui donne à entendre des arpèges solennels aux cordes répondant aux accords tenus des vents. S'ensuit un premier thème enlevé fondé sur des gammes ascendantes, suivi d'un second thème à la dominante qui sert de matériau principal pour le développement. 
Avec un contour mélodique passant de la sixte à la septième puis à l'octave, ce deuxième thème affirme un caractère quasiment lyrique qui tranche avec celui du premier thème.
La place laissée aux bois est notable : s'ils doublent de façon habituelle certains passages des cordes, ils établissent par moments un véritable dialogue avec ces dernières en donnant à entendre une texture contrastante.

### Andante
Plus délicat, du fait notamment d'un effectif excluant les trompettes et les percussions, l'Andante, qui joue de l'alternance entre les tonalités relatives, donne également lieu à un véritable dialogue entre cordes et vents qui se font écho.

### Menuetto
De facture simple, le menuetto est ancré dans un esprit primesautier, faisant se succéder à une première partie comme déclamée une seconde partie plus "fourmillante". Le trio, dans la même tonalité et avec un effectif réduit, conserve cette atmosphère légère.

### Allegro vivace
Le mouvement final est caractérisé par son caractère enjoué, qui se fonde notamment sur l'alternance entre des passages piano comme murmurés, dévolus tantôt aux violons tantôt aux bois, et des passages en tutti qui donnent à entendre la pleine puissance de l'orchestre. Les réminiscences mélodiques des thèmes du premier mouvement, notamment le second, renforcent la cohérence de l'ensemble de l’œuvre. 

## Diffusion
Les premières symphonies de Schubert ont longtemps été considérées comme des œuvres de qualité secondaire. Brahms les qualifie ainsi par exemple de "travaux préparatoires". Schubert lui-même, dans une lettre qu'il adresse à la fin de sa vie à son éditeur, ne mentionne qu'une seule symphonie (a priori la "Grande Symphonie").
Pour autant, cette première page symphonique aboutie, quoique largement tributaire de l'héritage de compositeurs aînés, laisse déjà pressentir le style schubertien plus tardif, ce que Dvořák saluera dès la fin du XIXe siècle.
La création publique, à Londres sous la baguette d'August Manns, n'a lieu qu'en 1883, bien après la mort de son auteur.